# Procédure de nommage de S/2011 (134340) 1 et S/2012 (134340) 1
La procédure de nommage de S/2011 (134340) 1 et S/2012 (134340) 1 est la procédure par laquelle ces deux satellites de la planète naine Pluton se sont vus attribuer les noms propres officiels respectifs de Kerbéros et Styx en lieu et place de leur désignation provisoire par laquelle ils étaient jusqu'alors connus.

## Découverte et désignation provisoire
À la suite de leur découverte autour de la planète naine Pluton, les deux objets reçurent une désignation provisoire conformément aux conventions de nommage pour les satellites d'astéroïdes qui s'appliquent également aux satellites de planète naine. Le premier objet, découvert en 2011 et surnommé P4 (« quatrième lune de Pluton »), reçut le nom « S/2011 (134340) 1 » ; le second, découvert en 2012 et surnommé P5 (« cinquième lune de Pluton ») devint « S/2012 (134340) 1 ». Le « S/ » initial indique qu'il s'agit d'un satellite, suivi de la date de découverte, 2011 et 2012 respectivement, de la numérotation de Pluton, (134340), et enfin de l'indice correspondant à l'ordre de découverte dans l'année de découverte, 1 dans les deux cas. En résumé, cela signifie : 1er objet (satellite) découvert autour de (134340) Pluton en 2011 et 2012 respectivement.

## Procédure de nommage

### CampagnePluto Rocks!de l'institut SETI
Le 11 février 2013, l'institut SETI et le Dr Mark Showalter au nom des équipes ayant découvert les deux satellites P4 et P5  lancent la campagne Pluto Rocks! qui permet aux internautes de voter pour les noms qu'ils préféreraient voir attribués à P4 et P5 ,. Le site permet aussi de proposer des noms tant qu'ils respectent les règles de l'Union astronomique internationale. Le vote est ouvert jusqu'au 25 février 2013 à midi heure de New York (soit 17 h GMT, midi au Québec et 18 h en France métropolitaine). L'actuelle convention de l'UAI est de nommer les lunes de Pluton d'après des noms issus des mythologies grecque et romaine liés aux contes antiques sur Hadès et le royaume des morts. Les douze noms initialement proposés par SETI sont (nom anglais entre parenthèses quand différent) : 
- Achéron (Acheron),
- Alecto,
- Cerbère [alt. Kerbéros] (Cerberus ; alternativement Kerberos[3]),
- Érèbe (Erebus),
- Eurydice,
- Hercule/Héraclès (Hercules/Heracles),
- Hypnos,
- Léthé (Lethe),
- Obole (Obol ; alt. Obolus[3]),
- Orphée (Orpheus ; alt. Orfeus[3]),
- Perséphone [alt. Proserpine] (Persephone ; alt. Proserpina[3]) et
- Styx.

Ils sont rejoints le lendemain par Vulcain [alt. Héphaïstos] (Vulcan ; alt. Hephaestus). 
Le 14 février, huit autres noms proposés par les participants ont été validés par l'équipe de SETI et ajoutés à la liste précédente, : 
- Élysée ou Champs Élysées (Elysium),
- Hécate (Hecate),
- Mélinoé (Melinoe),
- Orthos (Orthrus),
- Sisyphe (Sisyphus ; alt. Sisyphos[3]),
- Tantale (Tantalus ; alt. Tantalos[3]),
- Tartare (Tartarus ; alt. Tartaros[3]) et
- Thanatos.

En totalité, plus de trente-mille propositions de noms ont été faites par les internautes.
Parmi ces vingt-et-un noms, neuf sont déjà attribués à des astéroïdes : (465) Alecto, (1865) Cerbère, (75) Eurydice, (5143) Héraclès, (14827) Hypnos, (3361) Orphée, (399) Perséphone, (1866) Sisyphe et (2102) Tantale. Trois sont également le nom de planètes (ou assimilé) hypothétiques : Orphée (autre nom de Théia), Perséphone et Vulcain ; et un le nom d'une constellation : Hercule.

#### Résultat du vote
À la fin du vote  le 25 février 2013 à 17 h GMT, 450 324 réponses avaient été données, pour un total de 768 298 « choix de noms » (un vote pouvant inclure plusieurs noms). Le nom ayant obtenu le plus de voix est Vulcain (174 062), avec près de 39 % des votes, loin devant Cerbère (99 432) et Styx (87 858) avec chacun environ 20 %. Ils sont suivis par Perséphone (68 969 voix, 15 %) et Orphée (51 197, 11 %). Chacune des autres propositions a moins de 35 000 voix ; en particulier, les huit derniers noms ajoutés ont moins de 18 000 votes chacun en leur faveur.
| Nom en français (Nom en anglais)                            | Nb. de voix                    | % du nb. de votes | Pour information, % du total des voix |
| ----------------------------------------------------------- | ------------------------------ | ----------------- | ------------------------------------- |
| Achéron (Acheron)                                           | 30 782                         | 6,84              | 4,01                                  |
| Alecto (Alecto)                                             | 15 421                         | 3,42              | 2,01                                  |
| Cerbère (Cerberus ; alt. Kerberos)                          | 99 432                         | 22,08             | 12,94                                 |
| Érèbe (Erebus)                                              | 27 842                         | 6,18              | 3,62                                  |
| Eurydice (Eurydice)                                         | 32 091                         | 7,13              | 4,18                                  |
| Hercule/Héraclès (Hercules/Heracles)                        | 24 590                         | 5,46              | 3,20                                  |
| Hypnos (Hypnos)                                             | 34 719                         | 7,71              | 4,52                                  |
| Léthé (Lethe)                                               | 19 333                         | 4,29              | 2,52                                  |
| Obole (Obol ; alt. Obolus)                                  | 23 103                         | 5,13              | 3,01                                  |
| Orphée (Orpheus ; alt. Orfeus)                              | 51 197                         | 11,37             | 6,66                                  |
| Perséphone (alt. Proserpine) (Persephone ; alt. Proserpina) | 68 969                         | 15,32             | 8,98                                  |
| Styx (Styx)                                                 | 87 858                         | 19,51             | 11,43                                 |
| Vulcain (alt. Héphaïstos) (Vulcan ; alt. Hephaestus)        | 174 062                        | 38,65             | 22,66                                 |
| Élysée (Elysium)                                            | 13 124                         | 2,91              | 1,71                                  |
| Hécate (Hecate)                                             | 8 347                          | 1,85              | 1,09                                  |
| Mélinoé (Melinoe)                                           | 4 196                          | 0,93              | 0,55                                  |
| Orthros (Orthrus)                                           | 4 241                          | 0,94              | 0,55                                  |
| Sisyphe (Sisyphus ; alt. Sisyphos)                          | 8 013                          | 1,78              | 1,04                                  |
| Tantale (Tantalus ; alt. Tantalos)                          | 7 370                          | 1,64              | 0,96                                  |
| Tartare (Tartarus ; alt. Tartaros)                          | 15 805                         | 3,51              | 2,06                                  |
| Thanatos (Thanatos)                                         | 17 803                         | 3,95              | 2,32                                  |
| Total                                                       | Voix : 768 298 Votes : 450 324 | N. A.             | 100,00 %                              |

### Proposition des noms à l'UAI et choix final de l'UAI
L'équipe qui a lancé ce vote précise qu'elle prendra en compte les résultats du vote et les suggestions lors de la proposition des noms tout en rappelant qu'il ne les engage à rien,. L'équipe ayant fait la découverte, après avoir consulté les Groupes de travail sur la nomenclature de l'Union astronomique internationale (Nomenclature Working Groups of the International Astronomical Union en anglais), indique se réserver le droit de proposer les noms, en rappelant que seule l'Union astronomique internationale (UAI) est habilitée à prendre la décision finale sur le nom qui sera attribué aux lunes de Pluton.
Dans son message de remerciement aux participants à la campagne Pluto Rocks!, Mark Showalter indique que la sélection et l'approbation des noms pourraient prendre un ou deux mois.
Selon le communiqué de l'UAI du 2 juillet 2013 annonçant les nouveaux noms des deux lunes, les noms proposés par Showalter étaient initialement Vulcain (Vulcan) et Cerbère (Cerberus), les deux noms ayant reçu le plus de voix lors du vote. Cependant le premier a été recalé en raison du fait que le nom est déjà utilisé pour une planète qui orbiterait entre le Soleil et Mercure, et bien que l'on sache aujourd'hui que cette planète n'existe pas, le nom de vulcanoïde reste attaché aux astéroïdes intra-mercuriens. De plus, Vulcain ne colle pas avec la règle qui veut que les satellites de Pluton soient nommés d'après le monde souterrain de la mythologie. Le troisième nom le plus populaire, Styx, a donc été choisi à sa place. Après une dernière délibération, le Groupe de travail de l'UAI pour la nomenclature des systèmes planétaires (IAU Working Group for Planetary System Nomenclature) et le Comité de l'UAI sur la nomenclature des petits corps (IAU Committee on Small Body Nomenclature), chargé du nommage des planètes naines et de leurs systèmes, sont tombés d'accord pour changer le nom de Cerbère (Cerberus) en Kerberos, la variante grecque du nom, afin d'éviter toute confusion avec l'astéroïde (1865) Cerbère.
Finalement, les deux noms retenus sont donc Kerberos pour P4 et Styx pour P5.